# Герб Вятских Полян
Герб муниципального образования «Город Вятские Поляны» — опознавательно-правовой знак, составленный и употребляемый в соответствии с правилами геральдики, служащий символом городского округа «Город Вятские Поляны» Кировской области Российской Федерации.

## Описание и обоснование символика
Геральдическое описание (блазон) гласит:
В пурпурном поле золотая перевязь, вверху обременённая червлёным луком, положенным сообразно щиту, а внизу — стеннозубчатым снаружи кольцом в цвет поля; вверху перевязь сопровождена выходящей золотой елью, из-за которой по сторонам возникают две меньшие ели, а внизу — сдвоенным выщерблено изогнутым поясом.
Герб языком символов аллегорий отражает истерические, природные и экономические особенности города. Использование в гербе натянутого лука со стрелой — фигуры герба Вятской губернии и современной Кировской области символизируют принадлежность города к древней Вятской земле, общность истории и природное единство.
Кольцо со стеннозубчатым внешним краем — шестерня, образующая символическую городскую стену, аллегорически символизирует историю приобретения Вятскими Полянами статуса города, которое произошло благодаря развитию экономики в результате появления машиностроительного завода. Изображение силуэтов елей и волнистых полос символизируют природные богатства окружающие город — хвойные леса и реку Вятку, ставшие залогом его развития. Становление Вятских Полян как города во многом также обязано появившейся в XIX столетии пристани и начавшей развиваться деревообрабатывающей промышленности.
Пурпур — символ чести, достоинства, благородства и высшей власти. Золото — символ богатства, стабильности, уважения, интеллекта и солнечного тепла.

## История

### Советское время
В 1987 году в преддверии первого празднования Дня города Вятские Поляны был объявлен конкурс эскизов городского герба. Из более чем 50 вариантов победителем конкурса стал эскиз, который создал А. А. Лаврентьев, работник бюро эстетики Вятскополянского машиностроительного завода «Молот». Герб имел следующее описание: 
Герб города Вятские Поляны представляет собой геральдический щит, обрамлённый по всему периметру лентой золотистого цвета с соотношением ширины к высоте 8 : 9.
Площадь геральдического щита по высоте условно разделена на два поля: верхнее — 2/3 общей площади и нижнее — 1/3 общей площади. В нижнее поле золотистого цвета вдавлена надпись чёрного цвета ВЯТСКИЕ ПОЛЯНЫ. В центре верхнего поля изображена зубчатая шестерня и выходящий из неё колос. Шестерня и колос золотистого цвета. 
В углах верхнего поля размещены следующие элементы герба:
В левом (от зрителя) верхнем углу на красно-оранжевом фоне рука, держащая натянутый лук со стрелой. Рука, лук и стрела золотистого цвета.
В левом нижнем углу — изображение воды.
В правом верхнем углу на светло-зелёном фоне тёмно-зелёный силуэт ели. Контур дерева золотистого цвета.
В правом нижнем углу на золотистом фоне изображены контур монастыря и надпись «1595». Надпись и контур чёрного цвета, вдавлены в поле щита.
Геральдика и историческая традиция трактуют элементы герба так:
Зубчатая шестерня и выходящий из неё колос символизируют машиностроение и переработку сельскохозяйственной продукции в городе. Золотой цвет элементов герба отражает величие, уважение законов, богатство, торговлю, хлеборобство. Рука, держащая натянутый лук со стрелой, — фрагмент герба Кировской области, означает, что город Вятские Поляны входит в состав Кировской области. Силуэт ели означает лесные богатства вокруг города. Вода — символ расположения города на берегу реки Вятки. 
Контур монастыря и надпись «1595» означают год основания поселения Вятские Поляны и что начало поселению положил монастырь.

### Новое время
В 1996 году данный вариант герба 1985 года был представлен для внесения в Государственный геральдический регистр Российской Федерации, но был признан не соответствующим правилам геральдики и впоследствии не использовался. Его изображение сохранилось на указателях границ при въезде в город Вятские Поляны.
- 17 октября 1996 — городская дума приняла положение «О гербе города Вятские Поляны». При подготовке документов для внесения герба города в Государственный геральдический регистр Российской Федерации было установлено, что он не соответствует геральдическим требованиям, после чего решением городской Думой от 30 декабря 1997 № 52 был объявлен конкурс на разработку нового эскиза герба.

- 27 января 1999 — эскиз герба единогласно утверждён городской Думой и направлен в Государственную геральдию при Президенте Российской Федерации.

- 8 июня 1999 — в связи с полученными замечаниями Государственной геральдии решением городской Думы в Положение о гербе города были внесены изменения.

- ноябрь 1999 года — на заседании Геральдического совета при Президенте Российской Федерации герб Вятских Полян внесён в Государственный геральдический регистр Российской Федерации под номером 503[1].

## Использование на городском флаге

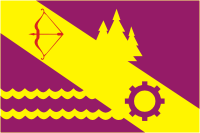
Флаг Вятских Полян

Городской герб является основой другого официального символа муниципального образования «Вятские Поляны» — городского флага, который был утверждён 6 апреля 2007 года и внесён в Государственный геральдический регистр Российской Федерации с присвоением регистрационного номера 3326.
Были утверждены следующее описание флага: «Флаг представляет собой прямоугольное пурпурное полотнище, несущее нисходящую от верхнего угла у древка к нижнему углу у свободного края жёлтую полосу, на которой воспроизведены вверху красные лук со стрелой, а внизу — пурпурный обод шестерни, и к которой примыкают со стороны древка и нижнего края две горизонтальные жёлтые полосы в виде остроконечных волн, а со стороны верхнего края — жёлтое изображение елей» и следующее обоснование его символики: флаг разработан на основе герба, который языком символов и аллегорий отражает исторические, природные и экономические особенности города; использование на флаге натянутого лука со стрелой — фигуры герба Вятской губернии и современной Кировской области символизирует принадлежность города к древней Вятской земле, общность истории и природное единство; кольцо со стеннозубчатым внешним краем — шестерня, образующая символическую городскую стену, аллегорически символизирует историю приобретения Вятскими Полянами статуса города, которое произошло благодаря развитию экономики в результате появления машиностроительного завода; изображение силуэтов елей и волнистых полос символизируют природные богатства окружающие город — хвойные леса и реку Вятку, ставшие залогом его развития; становление Вятских Полян как города во многом также обязано появившейся в XIX столетии пристани и начавшей развиваться деревообрабатывающей промышленности; пурпур — символ чести, достоинства, благородства и высшей власти; жёлтый цвет (золото) — символ богатства, стабильности, уважения, интеллекта и солнечного тепла.